# Ronald Finke
Ronald A. Finke (1950–2015) – amerykański psycholog, profesor Texas State University–San Marcos. Wspólnie z Thomasem Wardem i Stevenem Smithem opracował tzw. model genploracji (ang. geneplore model), będący w istocie współczesną koncepcją procesu twórczego. Koncepcja ta została zaprezentowana w książce z 1992 r. pt. Creative cognition: Theory, research, and applications.

## Ważniejsze dzieła
- Chaotic Cognition: Principles and Applications (1996) (współautor: J. Bettle)
- Creative Cognition: Theory, Research, and Applications (1992) (współautorzy: T. Ward, S. Smith)
- Creative Imagery: Discoveries and Inventions in Visualization (1990)
- Principles of Mental Imagery (1989)